# Formule 1 in 1995

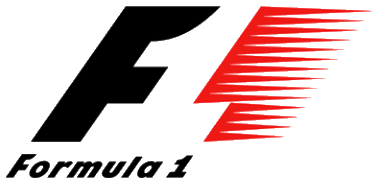
Formule 1 logo

Het Formule 1-seizoen 1995 was het 46ste FIA Formula One World Championship seizoen. Het begon op 26 maart en eindigde op 12 november na zeventien races.
Michael Schumacher behaalde zijn tweede wereldtitel in een Benetton-Renault.
Met Forti kwam er slechts één nieuw team in de Formule 1.
Nigel Mansell reed nog enkele races voor McLaren maar zette na de Grand Prix van Spanje een punt achter zijn Formule 1-carrière.

## Kalender

Landen die in 1995 een Grand Prix organiseerden zijn getoond in het groen, voormalige organiserende landen zijn getoond in het donkergrijs.

| GP nr. | Ronde | Grand Prix              | Circuit                        | Plaats            | Datum        |
| ------ | ----- | ----------------------- | ------------------------------ | ----------------- | ------------ |
| 565    | 1     | GP van Brazilië         | Autódromo José Carlos Pace     | São Paulo         | 26 maart     |
| 566    | 2     | GP van Argentinië       | Autódromo Oscar Alfredo Gálvez | Buenos Aires      | 9 april      |
| 567    | 3     | GP van San Marino       | Autodromo Enzo e Dino Ferrari  | Imola             | 30 april     |
| 568    | 4     | GP van Spanje           | Circuit de Barcelona-Catalunya | Montmeló          | 14 mei       |
| 569    | 5     | GP van Monaco           | Circuit de Monaco              | Monte Carlo       | 28 mei       |
| 570    | 6     | GP van Canada           | Circuit Gilles Villeneuve      | Montreal (Quebec) | 11 juni      |
| 571    | 7     | GP van Frankrijk        | Circuit de Nevers Magny-Cours  | Magny-Cours       | 2 juli       |
| 572    | 8     | GP van Groot-Brittannië | Silverstone Circuit            | Silverstone       | 16 juli      |
| 573    | 9     | GP van Duitsland        | Hockenheimring                 | Hockenheim        | 30 juli      |
| 574    | 10    | GP van Hongarije        | Hungaroring                    | Mogyoród          | 13 augustus  |
| 575    | 11    | GP van België           | Circuit de Spa-Francorchamps   | Stavelot          | 27 augustus  |
| 576    | 12    | GP van Italië           | Autodromo Nazionale Monza      | Monza             | 10 september |
| 577    | 13    | GP van Portugal         | Autódromo do Estoril           | Estoril           | 24 september |
| 578    | 14    | GP van Europa           | Nürburgring GP-Strecke         | Nürburg           | 1 oktober    |
| 579    | 15    | GP van de Pacific       | TI Circuit Aida                | Mimasaka          | 22 oktober   |
| 580    | 16    | GP van Japan            | Circuit Suzuka                 | Suzuka            | 29 oktober   |
| 581    | 17    | GP van Australië        | Stratencircuit van Adelaide    | Adelaide          | 12 november  |

### Kalenderwijzigingen in 1995
- Na een afwezigheid van 14 jaar keerde de Grand Prix van Argentinië terug op de kalender.
- De Grand Prix van Europa werd dit jaar verplaatst van het Circuito Permanente de Jerez in Spanje naar de Duitse Nürburgring GP-Strecke waar voor het eerst in 10 jaar weer een Formule 1-race werd verreden.
- De Grand Prix van de Pacific werd verplaatst naar het najaar vanwege de aardbeving van Kobe op 17 januari 1995.[1]

## Ingeschreven teams en coureurs
De volgende teams en coureurs namen deel aan het 'FIA Formula One World Championship' 1995. Alle teams reden met banden geleverd door Goodyear.
| Inschrijving                | Constructeur       | Chassis                | Motor                      | Nr. | Coureur                  | Ronde          |
| --------------------------- | ------------------ | ---------------------- | -------------------------- | --- | ------------------------ | -------------- |
| Mild Seven Benetton Renault | Benetton-Renault   | B195                   | Renault RS7 3.0 V10        | 1   | Michael Schumacher       | Alle           |
| Mild Seven Benetton Renault | Benetton-Renault   | B195                   | Renault RS7 3.0 V10        | 2   | Johnny Herbert           | Alle           |
| Nokia Tyrrell Yamaha        | Tyrrell-Yamaha     | 023                    | Yamaha OX10C 3.0 V10       | 3   | Ukyo Katayama            | 1–13, 15–17    |
| Nokia Tyrrell Yamaha        | Tyrrell-Yamaha     | 023                    | Yamaha OX10C 3.0 V10       | 3   | Gabriele Tarquini        | 14             |
| Nokia Tyrrell Yamaha        | Tyrrell-Yamaha     | 023                    | Yamaha OX10C 3.0 V10       | 4   | Mika Salo                | Alle           |
| Rothmans Williams Renault   | Williams-Renault   | FW17 FW17B             | Renault RS7 3.0 V10        | 5   | Damon Hill               | Alle           |
| Rothmans Williams Renault   | Williams-Renault   | FW17 FW17B             | Renault RS7 3.0 V10        | 6   | David Coulthard          | Alle           |
| Marlboro McLaren Mercedes   | McLaren-Mercedes   | MP4/10 MP4/10B MP4/10C | Mercedes FO 110 3.0 V10    | 7   | Mark Blundell            | 1–2, 5–17      |
| Marlboro McLaren Mercedes   | McLaren-Mercedes   | MP4/10 MP4/10B MP4/10C | Mercedes FO 110 3.0 V10    | 7   | Nigel Mansell            | 3–4            |
| Marlboro McLaren Mercedes   | McLaren-Mercedes   | MP4/10 MP4/10B MP4/10C | Mercedes FO 110 3.0 V10    | 8   | Mika Häkkinen            | 1–14, 16–17    |
| Marlboro McLaren Mercedes   | McLaren-Mercedes   | MP4/10 MP4/10B MP4/10C | Mercedes FO 110 3.0 V10    | 8   | Jan Magnussen            | 15             |
| Footwork Hart               | Footwork-Hart      | FA16                   | Hart 830 3.0 V8            | 9   | Gianni Morbidelli        | 1–7, 15–17     |
| Footwork Hart               | Footwork-Hart      | FA16                   | Hart 830 3.0 V8            | 9   | Massimiliano Papis       | 8–14           |
| Footwork Hart               | Footwork-Hart      | FA16                   | Hart 830 3.0 V8            | 10  | Taki Inoue               | Alle           |
| MTV Simtek Ford             | Simtek-Ford        | S951                   | Ford EDB 3.0 V8            | 11  | Domenico Schiattarella   | 1–5            |
| MTV Simtek Ford             | Simtek-Ford        | S951                   | Ford EDB 3.0 V8            | 12  | Jos Verstappen           | 1–5            |
| Total Jordan Peugeot        | Jordan-Peugeot     | 195                    | Peugeot A10 3.0 V10        | 14  | Rubens Barrichello       | Alle           |
| Total Jordan Peugeot        | Jordan-Peugeot     | 195                    | Peugeot A10 3.0 V10        | 15  | Eddie Irvine             | Alle           |
| Pacific Team Lotus          | Pacific-Ford       | PR02                   | Ford EDC 3.0 V8            | 16  | Bertrand Gachot          | 1–8, 15–17     |
| Pacific Team Lotus          | Pacific-Ford       | PR02                   | Ford EDC 3.0 V8            | 16  | Giovanni Lavaggi         | 9–12           |
| Pacific Team Lotus          | Pacific-Ford       | PR02                   | Ford EDC 3.0 V8            | 16  | Jean-Denis Delétraz      | 13–14          |
| Pacific Team Lotus          | Pacific-Ford       | PR02                   | Ford EDC 3.0 V8            | 17  | Andrea Montermini        | Alle           |
| Junior Larrousse F1 *1      | Larrousse-Ford     | LH95                   | Ford ED 3.0 V8             | 19  | Christophe Bouchut       | Geen *1        |
| Junior Larrousse F1 *1      | Larrousse-Ford     | LH95                   | Ford ED 3.0 V8             | 20  | Éric Bernard             | Geen *1        |
| Parmalat Forti Ford         | Forti-Ford         | FG01                   | Ford EDD 3.0 V8            | 21  | Pedro Diniz              | Alle           |
| Parmalat Forti Ford         | Forti-Ford         | FG01                   | Ford EDD 3.0 V8            | 22  | Roberto Moreno           | Alle           |
| Minardi Scuderia Italia     | Minardi-Ford       | M195                   | Ford EDM 3.0 V8            | 23  | Pierluigi Martini        | 1–9            |
| Minardi Scuderia Italia     | Minardi-Ford       | M195                   | Ford EDM 3.0 V8            | 23  | Pedro Lamy               | 10–17          |
| Minardi Scuderia Italia     | Minardi-Ford       | M195                   | Ford EDM 3.0 V8            | 24  | Luca Badoer              | Alle           |
| Ligier Gauloises Blondes    | Ligier-Mugen-Honda | JS41                   | Mugen-Honda MF-301 3.0 V10 | 25  | Aguri Suzuki             | 1–3, 9, 15–16  |
| Ligier Gauloises Blondes    | Ligier-Mugen-Honda | JS41                   | Mugen-Honda MF-301 3.0 V10 | 25  | Martin Brundle           | 4–8, 10–14, 17 |
| Ligier Gauloises Blondes    | Ligier-Mugen-Honda | JS41                   | Mugen-Honda MF-301 3.0 V10 | 26  | Olivier Panis            | Alle           |
| Scuderia Ferrari            | Ferrari            | 412T2                  | Ferrari 044/1 3.0 V12      | 27  | Jean Alesi               | Alle           |
| Scuderia Ferrari            | Ferrari            | 412T2                  | Ferrari 044/1 3.0 V12      | 28  | Gerhard Berger           | Alle           |
| Red Bull Sauber Ford        | Sauber-Ford        | C14                    | Ford ECA Zetec-R 3.0 V8    | 29  | Karl Wendlinger          | 1–4, 16–17     |
| Red Bull Sauber Ford        | Sauber-Ford        | C14                    | Ford ECA Zetec-R 3.0 V8    | 29  | Jean-Christophe Boullion | 5–15           |
| Red Bull Sauber Ford        | Sauber-Ford        | C14                    | Ford ECA Zetec-R 3.0 V8    | 30  | Heinz-Harald Frentzen    | Alle           |

*1 Het Larrousse team stond op de inschrijflijst, maar heeft aan geen enkele race meegedaan.

## Resultaten en klassement

### Grands Prix
| Ronde | Grand Prix              | Poleposition       | Snelste ronde      | Winnende coureur   | Winnende constructeur | Verslag |
| ----- | ----------------------- | ------------------ | ------------------ | ------------------ | --------------------- | ------- |
| 1     | GP van Brazilië         | Damon Hill         | Michael Schumacher | Michael Schumacher | Benetton-Renault      | Verslag |
| 2     | GP van Argentinië       | David Coulthard    | Michael Schumacher | Damon Hill         | Williams-Renault      | Verslag |
| 3     | GP van San Marino       | Michael Schumacher | Gerhard Berger     | Damon Hill         | Williams-Renault      | Verslag |
| 4     | GP van Spanje           | Michael Schumacher | Damon Hill         | Michael Schumacher | Benetton-Renault      | Verslag |
| 5     | GP van Monaco           | Damon Hill         | Jean Alesi         | Michael Schumacher | Benetton-Renault      | Verslag |
| 6     | GP van Canada           | Michael Schumacher | Michael Schumacher | Jean Alesi         | Ferrari               | Verslag |
| 7     | GP van Frankrijk        | Damon Hill         | Michael Schumacher | Michael Schumacher | Benetton-Renault      | Verslag |
| 8     | GP van Groot-Brittannië | Damon Hill         | Damon Hill         | Johnny Herbert     | Benetton-Renault      | Verslag |
| 9     | GP van Duitsland        | Damon Hill         | Michael Schumacher | Michael Schumacher | Benetton-Renault      | Verslag |
| 10    | GP van Hongarije        | Damon Hill         | Damon Hill         | Damon Hill         | Williams-Renault      | Verslag |
| 11    | GP van België           | Gerhard Berger     | David Coulthard    | Michael Schumacher | Benetton-Renault      | Verslag |
| 12    | GP van Italië           | David Coulthard    | Gerhard Berger     | Johnny Herbert     | Benetton-Renault      | Verslag |
| 13    | GP van Portugal         | David Coulthard    | David Coulthard    | David Coulthard    | Williams-Renault      | Verslag |
| 14    | GP van Europa           | David Coulthard    | Michael Schumacher | Michael Schumacher | Benetton-Renault      | Verslag |
| 15    | GP van de Pacific       | David Coulthard    | Michael Schumacher | Michael Schumacher | Benetton-Renault      | Verslag |
| 16    | GP van Japan            | Michael Schumacher | Michael Schumacher | Michael Schumacher | Benetton-Renault      | Verslag |
| 17    | GP van Australië        | Damon Hill         | Damon Hill         | Damon Hill         | Williams-Renault      | Verslag |

### Puntentelling
Punten worden toegekend aan de top zes geklasseerde coureurs. 
| Positie | 01e0 | 02e0 | 03e0 | 04e0 | 05e0 | 06e0 |
| Punten  | 10   | 6    | 4    | 3    | 2    | 1    |

### Klassement bij de coureurs
| Pos. | Nr. | Coureur                  | Grands Prix | Grands Prix | Grands Prix | Grands Prix | Grands Prix | Grands Prix | Grands Prix | Grands Prix | Grands Prix | Grands Prix | Grands Prix | Grands Prix | Grands Prix | Grands Prix | Grands Prix | Grands Prix | Grands Prix | Punten |
| Pos. | Nr. | Coureur                  | BRA         | ARG         | SMR         | SPA         | MON         | CAN         | FRA         | GBR         | DUI         | HON         | BEL         | ITA         | POR         | EUR         | PAC         | JPN         | AUS         | Punten |
| ---- | --- | ------------------------ | ----------- | ----------- | ----------- | ----------- | ----------- | ----------- | ----------- | ----------- | ----------- | ----------- | ----------- | ----------- | ----------- | ----------- | ----------- | ----------- | ----------- | ------ |
| 1    | 1   | Michael Schumacher       | 1S          | 3S          | DNFP        | 1P          | 1           | 5PS0        | 1S          | DNF         | 1S          | 11†         | 1           | DNF         | 2           | 1S          | 1S          | 1PS0        | DNF         | 102    |
| 2    | 5   | Damon Hill               | DNFP        | 1           | 1           | 4S          | 2P          | DNF         | 2P          | DNFPS0      | DNFP        | 1PS0        | 2           | DNF         | 3           | DNF         | 3           | DNF         | 1PS0        | 69     |
| 3    | 6   | David Coulthard          | 2           | DNFP        | 4           | DNF         | DNF         | DNF         | 3           | 3           | 2           | 2           | DNFS        | DNFP        | 1PS0        | 3P          | 2P          | DNF         | DNF         | 49     |
| 4    | 2   | Johnny Herbert           | DNF         | 4           | 7           | 2           | 4           | DNF         | DNF         | 1           | 4           | 4           | 7           | 1           | 7           | 5           | 6           | 3           | DNF         | 45     |
| 5    | 27  | Jean Alesi               | 5           | 2           | 2           | DNF         | DNFS        | 1           | 5           | 2           | DNF         | DNF         | DNF         | DNF         | 5           | 2           | 5           | DNF         | DNF         | 42     |
| 6    | 28  | Gerhard Berger           | 3           | 6           | 3S          | 3           | 3           | 11†         | 12          | DNF         | 3           | 3           | DNFP        | DNFS        | 4           | DNF         | 4           | DNF         | DNF         | 31     |
| 7    | 8   | Mika Häkkinen            | 4           | DNF         | 5           | DNF         | DNF         | DNF         | 7           | DNF         | DNF         | DNF         | DNF         | 2           | DNF         | 8           |             | 2           | DNS         | 17     |
| 8    | 26  | Olivier Panis            | DNF         | 7           | 9           | 6           | DNF         | 4           | 8           | 4           | DNF         | 6           | 9           | DNF         | DNF         | DNF         | 8           | 5           | 2           | 16     |
| 9    | 30  | Heinz-Harald Frentzen    | DNF         | 5           | 6           | 8           | 6           | DNF         | 10          | 6           | DNF         | 5           | 4           | 3           | 6           | DNF         | 7           | 8           | DNF         | 15     |
| 10   | 7   | Mark Blundell            | 6           | DNF         |             |             | 5           | DNF         | 11          | 5           | DNF         | DNF         | 5           | 4           | 9           | DNF         | 9           | 7           | 4           | 13     |
| 11   | 14  | Rubens Barrichello       | DNF         | DNF         | DNF         | 7           | DNF         | 2           | 6           | 11†         | DNF         | 7           | 6           | DNF         | 11          | 4           | DNF         | DNF         | DNF         | 11     |
| 12   | 15  | Eddie Irvine             | DNF         | DNF         | 8           | 5           | DNF         | 3           | 9           | DNF         | 9†          | 13†         | DNF         | DNF         | 10          | 6           | 11          | 4           | DNF         | 10     |
| 13   | 25  | Martin Brundle           |             |             |             | 9           | DNF         | 10†         | 4           | DNF         |             | DNF         | 3           | DNF         | 8           | 7           |             |             | DNF         | 7      |
| 14   | 9   | Gianni Morbidelli        | DNF         | DNF         | 13          | 11          | 9           | 6           | 14          |             |             |             |             |             |             |             | DNF         | DNF         | 3           | 5      |
| 15   | 4   | Mika Salo                | 7           | DNF         | DNF         | 10          | DNF         | 7           | 15          | 8           | DNF         | DNF         | 8           | 5           | 13          | 10          | 12          | 6           | 5           | 5      |
| 16   | 29  | Jean-Christophe Boullion |             |             |             |             | 8†          | DNF         | DNF         | 9           | 5           | 10          | 11          | 6           | 12          | DNF         | DNF         |             |             | 3      |
| 17   | 25  | Aguri Suzuki             | 8           | DNF         | 11          |             |             |             |             |             | 6           |             |             |             |             |             | DNF         | DNS         |             | 1      |
| 18   | 23  | Pedro Lamy               |             |             |             |             |             |             |             |             |             | 9           | 10          | DNF         | DNF         | 9           | 13          | 11          | 6           | 1      |
| 19   | 23  | Pierluigi Martini        | DNS         | DNF         | 12          | 14          | 7           | DNF         | DNF         | 7           | DNF         |             |             |             |             |             |             |             |             | 0      |
| 20   | 3   | Ukyo Katayama            | DNF         | 8           | DNF         | DNF         | DNF         | DNF         | DNF         | DNF         | 7           | DNF         | DNF         | 10          | DNF         |             | 14          | DNF         | DNF         | 0      |
| 21   | 21  | Pedro Diniz              | 10          | NC          | NC          | DNF         | 10          | DNF         | DNF         | DNF         | DNF         | DNF         | 13          | 9           | 16          | 13          | 17          | DNF         | 7           | 0      |
| 22   | 9   | Massimiliano Papis       |             |             |             |             |             |             |             | DNF         | DNF         | DNF         | DNF         | 7           | DNF         | 12          |             |             |             | 0      |
| 23   | 24  | Luca Badoer              | DNF         | DNS         | 14          | DNF         | DNF         | 8           | 13          | 10          | DNF         | 8           | DNF         | DNF         | 14          | 11          | 15          | 9           | DNS         | 0      |
| 24   | 10  | Taki Inoue               | DNF         | DNF         | DNF         | DNF         | DNF         | 9           | DNF         | DNF         | DNF         | DNF         | 12          | 8           | 15          | DNF         | DNF         | 12          | DNF         | 0      |
| 25   | 17  | Andrea Montermini        | 9           | DNF         | DNF         | DNS         | DSQ         | DNF         | NC          | DNF         | 8           | 12          | DNF         | DNS         | DNF         | DNF         | DNF         | DNF         | DNF         | 0      |
| 26   | 16  | Bertrand Gachot          | DNF         | DNF         | DNF         | DNF         | DNF         | DNF         | DNF         | 12          |             |             |             |             |             |             | DNF         | DNF         | 8           | 0      |
| 27   | 11  | Domenico Schiattarella   | DNF         | 9           | DNF         | 15          | DNS         |             |             |             |             |             |             |             |             |             |             |             |             | 0      |
| 28   | 29  | Karl Wendlinger          | DNF         | DNF         | DNF         | 13          |             |             |             |             |             |             |             |             |             |             |             | 10          | DNF         | 0      |
| 29   | 7   | Nigel Mansell            |             |             | 10          | DNF         |             |             |             |             |             |             |             |             |             |             |             |             |             | 0      |
| 30   | 8   | Jan Magnussen            |             |             |             |             |             |             |             |             |             |             |             |             |             |             | 10          |             |             | 0      |
| 31   | 12  | Jos Verstappen           | DNF         | DNF         | DNF         | 12          | DNS         |             |             |             |             |             |             |             |             |             |             |             |             | 0      |
| 32   | 22  | Roberto Moreno           | DNF         | NC          | NC          | DNF         | DNF         | DNF         | 16          | DNF         | DNF         | DNF         | 14          | DNS         | 17          | DNF         | 16          | DNF         | DNF         | 0      |
| 33   | 3   | Gabriele Tarquini        |             |             |             |             |             |             |             |             |             |             |             |             |             | 14          |             |             |             | 0      |
| 34   | 16  | Jean-Denis Delétraz      |             |             |             |             |             |             |             |             |             |             |             |             | DNF         | 15          |             |             |             | 0      |
| —    | 16  | Giovanni Lavaggi         |             |             |             |             |             |             |             |             | DNF         | DNF         | DNF         | DNF         |             |             |             |             |             | 0      |
| Pos. | Nr. | Coureur                  | BRA         | ARG         | SMR         | SPA         | MON         | CAN         | FRA         | GBR         | DUI         | HON         | BEL         | ITA         | POR         | EUR         | PAC         | JPN         | AUS         | Punten |
| Pos. | Nr. | Coureur                  | Grands Prix |             |             |             |             |             |             |             |             |             |             |             |             |             |             |             |             | Punten |

| Resultaat                       |
| ------------------------------- |
| Winnaar                         |
| Tweede plaats                   |
| Derde plaats                    |
| Gefinisht (punten behaald)      |
| Gefinisht (geen punten behaald) |
| Niet geklasseerd (NC)           |
| Uitgevallen (DNF)               |
| Niet gekwalificeerd (DNQ)       |
| Gediskwalificeerd (DSQ)         |
| Niet gestart (DNS)              |
| Gewond (INJ)                    |
| Uitgesloten (EX)                |
| Teruggetrokken (WD)             |
| Niet deelgenomen (blanco cel)   |
| P Pole position                 |
| S Snelste ronde                 |

† — Coureur is niet gefinisht in de GP, maar heeft wel 90% van de race-afstand afgelegd, waardoor hij als geklasseerd genoteerd staat.

### Klassement bij de constructeurs
| Pos. | Constructeur       | Nr. | Grands Prix | Grands Prix | Grands Prix | Grands Prix | Grands Prix | Grands Prix | Grands Prix | Grands Prix | Grands Prix | Grands Prix | Grands Prix | Grands Prix | Grands Prix | Grands Prix | Grands Prix | Grands Prix | Grands Prix | Punten |
| Pos. | Constructeur       | Nr. | BRA         | ARG         | SMR         | SPA         | MON         | CAN         | FRA         | GBR         | DUI         | HON         | BEL         | ITA         | POR         | EUR         | PAC         | JPN         | AUS         | Punten |
| ---- | ------------------ | --- | ----------- | ----------- | ----------- | ----------- | ----------- | ----------- | ----------- | ----------- | ----------- | ----------- | ----------- | ----------- | ----------- | ----------- | ----------- | ----------- | ----------- | ------ |
| 1    | Benetton-Renault   | 1   | 1S*         | 3S          | DNFP        | 1P          | 1           | 5PS0        | 1S          | DNF         | 1S          | 11†         | 1           | DNF         | 2           | 1S          | 1S          | 1PS0        | DNF         | 137*   |
| 1    | Benetton-Renault   | 2   | DNF         | 4           | 7           | 2           | 4           | DNF         | DNF         | 1           | 4           | 4           | 7           | 1           | 7           | 5           | 6           | 3           | DNF         | 137*   |
| 2    | Williams-Renault   | 5   | DNFP        | 1           | 1           | 4S          | 2P          | DNF         | 2P          | DNFPS0      | DNFP        | 1PS0        | 2           | DNF         | 3           | DNF         | 3           | DNF         | 1PS0        | 112*   |
| 2    | Williams-Renault   | 6   | 2*          | DNFP        | 4           | DNF         | DNF         | DNF         | 3           | 3           | 2           | 2           | DNFS        | DNFP        | 1PS0        | 3P          | 2P          | DNF         | DNF         | 112*   |
| 3    | Ferrari            | 27  | 5           | 2           | 2           | DNF         | DNFS        | 1           | 5           | 2           | DNF         | DNF         | DNF         | DNF         | 5           | 2           | 5           | DNF         | DNF         | 73     |
| 3    | Ferrari            | 28  | 3           | 6           | 3S          | 3           | 3           | 11†         | 12          | DNF         | 3           | 3           | DNFP        | DNFS        | 4           | DNF         | 4           | DNF         | DNF         | 73     |
| 4    | McLaren-Mercedes   | 7   | 6           | DNF         | 10          | DNF         | 5           | DNF         | 11          | 5           | DNF         | DNF         | 5           | 4           | 9           | DNF         | 9           | 7           | 4           | 30     |
| 4    | McLaren-Mercedes   | 8   | 4           | DNF         | 5           | DNF         | DNF         | DNF         | 7           | DNF         | DNF         | DNF         | DNF         | 2           | DNF         | 8           | 10          | 2           | DNS         | 30     |
| 5    | Ligier-Mugen-Honda | 25  | 8           | DNF         | 11          | 9           | DNF         | 10†         | 4           | DNF         | 6           | DNF         | 3           | DNF         | 8           | 7           | DNF         | DNS         | DNF         | 24     |
| 5    | Ligier-Mugen-Honda | 26  | DNF         | 7           | 9           | 6           | DNF         | 4           | 8           | 4           | DNF         | 6           | 9           | DNF         | DNF         | DNF         | 8           | 5           | 2           | 24     |
| 6    | Jordan-Peugeot     | 14  | DNF         | DNF         | DNF         | 7           | DNF         | 2           | 6           | 11†         | DNF         | 7           | 6           | DNF         | 11          | 4           | DNF         | DNF         | DNF         | 21     |
| 6    | Jordan-Peugeot     | 15  | DNF         | DNF         | 8           | 5           | DNF         | 3           | 9           | DNF         | 9†          | 13†         | DNF         | DNF         | 10          | 6           | 11          | 4           | DNF         | 21     |
| 7    | Sauber-Ford        | 29  | DNF         | DNF         | DNF         | 13          | 8†          | DNF         | DNF         | 9           | 5           | 10          | 11          | 6           | 12          | DNF         | DNF         | 10          | DNF         | 18     |
| 7    | Sauber-Ford        | 30  | DNF         | 5           | 6           | 8           | 6           | DNF         | 10          | 6           | DNF         | 5           | 4           | 3           | 6           | DNF         | 7           | 8           | DNF         | 18     |
| 8    | Footwork-Hart      | 9   | DNF         | DNF         | 13          | 11          | 9           | 6           | 14          | DNF         | DNF         | DNF         | DNF         | 7           | DNF         | 12          | DNF         | DNF         | 3           | 5      |
| 8    | Footwork-Hart      | 10  | DNF         | DNF         | DNF         | DNF         | DNF         | 9           | DNF         | DNF         | DNF         | DNF         | 12          | 8           | 15          | DNF         | DNF         | 12          | DNF         | 5      |
| 9    | Tyrrell-Yamaha     | 3   | DNF         | 8           | DNF         | DNF         | DNF         | DNF         | DNF         | DNF         | 7           | DNF         | DNF         | 10          | DNF         | 14          | 14          | DNF         | DNF         | 5      |
| 9    | Tyrrell-Yamaha     | 4   | 7           | DNF         | DNF         | 10          | DNF         | 7           | 15          | 8           | DNF         | DNF         | 8           | 5           | 13          | 10          | 12          | 6           | 5           | 5      |
| 10   | Minardi-Ford       | 23  | DNS         | DNF         | 12          | 14          | 7           | DNF         | DNF         | 7           | DNF         | 9           | 10          | DNF         | DNF         | 9           | 13          | 11          | 6           | 1      |
| 10   | Minardi-Ford       | 24  | DNF         | DNS         | 14          | DNF         | DNF         | 8           | 13          | 10          | DNF         | 8           | DNF         | DNF         | 14          | 11          | 15          | 9           | DNS         | 1      |
| 11   | Forti-Ford         | 21  | 10          | NC          | NC          | DNF         | 10          | DNF         | DNF         | DNF         | DNF         | DNF         | 13          | 9           | 16          | 13          | 17          | DNF         | 7           | 0      |
| 11   | Forti-Ford         | 22  | DNF         | NC          | NC          | DNF         | DNF         | DNF         | 16          | DNF         | DNF         | DNF         | 14          | DNF         | 17          | DNF         | 16          | DNF         | DNF         | 0      |
| 12   | Pacific-Ford       | 16  | DNF         | DNF         | DNF         | DNF         | DNF         | DNF         | DNF         | 12          | DNF         | DNF         | DNF         | DNF         | DNF         | 15          | DNF         | DNF         | 8           | 0      |
| 12   | Pacific-Ford       | 17  | 9           | DNF         | DNF         | DNS         | DSQ         | DNF         | NC          | DNF         | 8           | 12          | DNF         | DNF         | DNF         | DNF         | DNF         | DNF         | DNF         | 0      |
| 13   | Simtek-Ford        | 11  | DNF         | DNF         | DNF         | 12          | DNS         |             |             |             |             |             |             |             |             |             |             |             |             | 0      |
| 13   | Simtek-Ford        | 12  | DNF         | 9           | DNF         | 15          | DNS         |             |             |             |             |             |             |             |             |             |             |             |             | 0      |
| Pos. | Constructeur       | Nr. | BRA         | ARG         | SMR         | SPA         | MON         | CAN         | FRA         | GBR         | DUI         | HON         | BEL         | ITA         | POR         | EUR         | PAC         | JPN         | AUS         | Punten |
| Pos. | Constructeur       | Nr. | Grands Prix |             |             |             |             |             |             |             |             |             |             |             |             |             |             |             |             | Punten |

| Resultaat                       |
| ------------------------------- |
| Winnaar                         |
| Tweede plaats                   |
| Derde plaats                    |
| Gefinisht (punten behaald)      |
| Gefinisht (geen punten behaald) |
| Niet geklasseerd (NC)           |
| Uitgevallen (DNF)               |
| Niet gekwalificeerd (DNQ)       |
| Gediskwalificeerd (DSQ)         |
| Niet gestart (DNS)              |
| Gewond (INJ)                    |
| Uitgesloten (EX)                |
| Teruggetrokken (WD)             |
| Niet deelgenomen (blanco cel)   |
| P Pole position                 |
| S Snelste ronde                 |

† — Coureur is niet gefinisht in de GP, maar heeft wel 90% van de race-afstand afgelegd, waardoor hij als geklasseerd genoteerd staat.

* - Tijdens de Grand Prix van Brazilië kregen Benetton en Williams geen constructeurs-punten omdat hun coureurs Michael Schumacher en David Coulthard een illegale brandstof hebben gebruikt.
1950 · 1951 · 1952 · 1953 · 1954 · 1955 · 1956 · 1957 · 1958 · 1959 · 1960 · 1961 · 1962 · 1963 · 1964 · 1965 · 1966 · 1967 · 1968 · 1969 · 1970 · 1971 · 1972 · 1973 · 1974 · 1975 · 1976 · 1977 · 1978 · 1979 · 1980 · 1981 · 1982 · 1983 · 1984 · 1985 · 1986 · 1987 · 1988 · 1989 · 1990 · 1991 · 1992 · 1993 · 1994 · 1995 · 1996 · 1997 · 1998 · 1999 · 2000 · 2001 · 2002 · 2003 · 2004 · 2005 · 2006 · 2007 · 2008 · 2009 · 2010 · 2011 · 2012 · 2013 · 2014 · 2015 · 2016 · 2017 · 2018 · 2019 · 2020 · 2021 · 2022 · 2023 · 2024 · 2025 · 2026 
 Lijst van Formule 1 Grand Prix-wedstrijden